# Invisible Hood
De Invisible Hood is een fictieve superheld in het DC Comics universum. Hij was oorspronkelijk bezit van Quality Comics, maar werd later bezit van DC Comics toen dit bedrijf Quality Comics opkocht. Hij verscheen voor het eerst in Smash Comics #1. Hij werd gecreëerd door Art Pinajian. Hij deed dit onder het pseudoniem Art Gordon.

## Publicatie historie
Het karakter verscheen voor het eerst in Smash Comics#1 in 1939, gepubliceerd door Quality Comics in een verhaal genaamd "Hooded Justice". Jaren nadat het karakter overgenomen was door DC Comics, werd een alternatieve fictionele historie gemaakt voor The Invisible Hood.

## Kent Thurston
Weinig is bekend over Kent Thurstons roots en het begin van de mantel en elke chemicaliën zijn gebruikt. Wat wel bekend is, is dat hij begon met vechten tegen de misdaad in Smash Comics #1. Later veranderde hij zijn naam in "Invisible Justice". Hij verscheen in Smash Comics #1 tot en met #32.
Uren voor de aanval op Pearl Harbor, werd hij gerekruteerd door Uncle Sam om bij zijn Freedom Fighters te komen. Het hele team, op Uncle Sam, werd ogenschijnlijk vermoord. Later werd bekend dat zij allemaal, op Neon en Magno weer leefden.
De Invisible Hood overleefde tot 1974, wanneer hij werd vermoord door Icicle en de Mist (Starman (vol. 2) #2).

## Ken Thurston
Een moderne versie van de "Invisible Hood" debuteerde in Uncle Sam and the Freedom Fighters #5. In de uitgave #6 werd bekendgemaakt dat hij Ken Thurston (niet Kent), de kleinzoon van de originele Invisible Hood is en dat hij dezelfde mantel gebruikt als de originele Invisible Hood. Hij is ogenschijnlijk vermoord door Ray (Stan Silver).

## Trivia
- Tyson Gilford (Blindside) van het superheldenteam Relative Heroes gelooft dat Kent Thurston zijn grootvader is.